# Appelsap

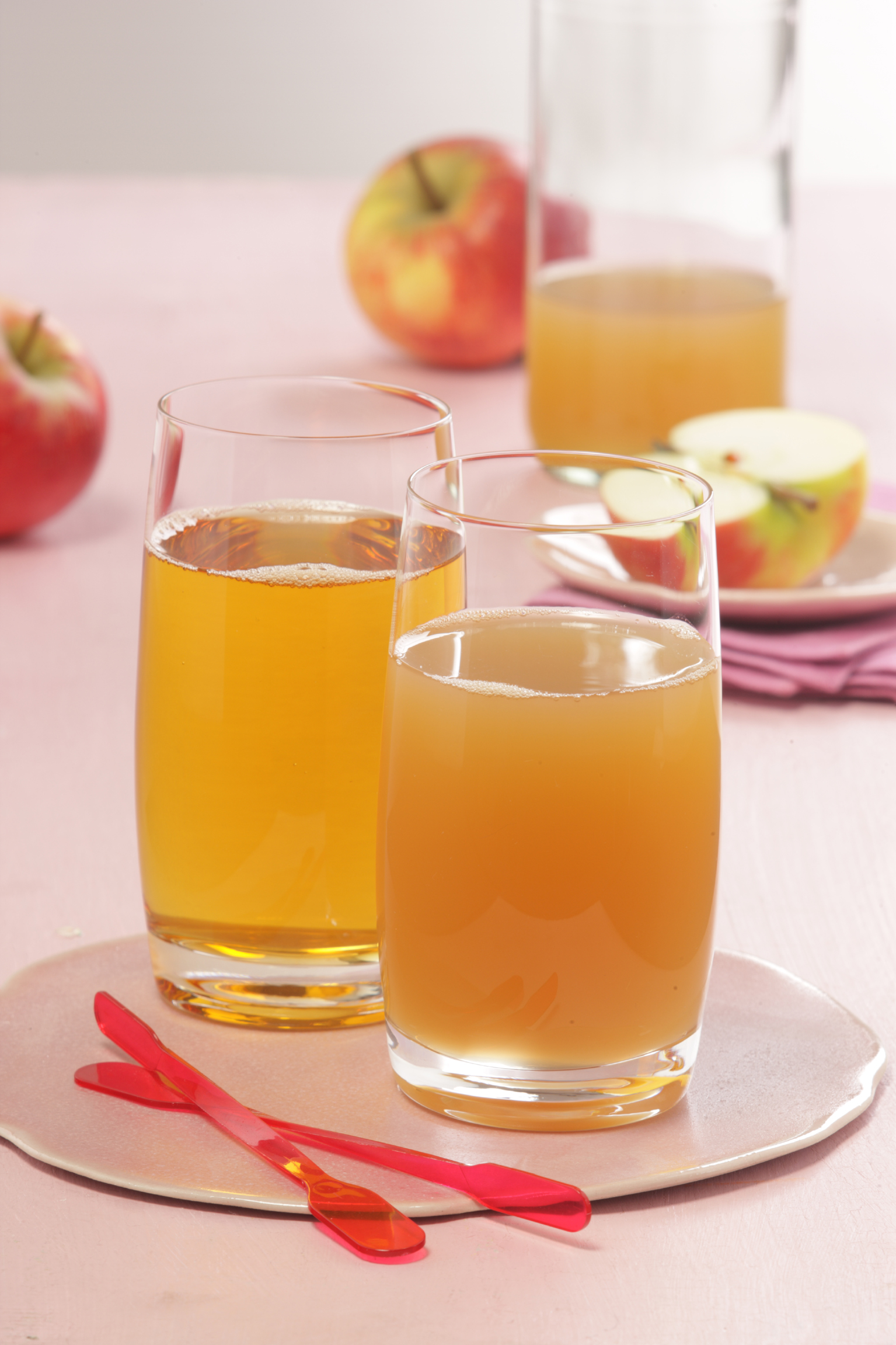
Gefilterde en ongefilterde appelsap

Appelsap is een non-alcoholische drank gemaakt van appels. Het sap wordt geperst uit verschillende soorten appels zoals Elstar, Jonagold, Cox's Orange Pippin en Goudreinette.
Als appelsap gepasteuriseerd wordt kan het ongeveer een jaar bewaard worden zonder toevoeging van conserveringsmiddelen. Het sap dat in pakken in de supermarkt wordt verkocht is meestal gefilterd, waardoor het helder wordt, en gemaakt uit een concentraat van appelsap. Dit concentraat komt veelal uit China, Zuid-Amerika, Turkije of Polen. Lokaal wordt het concentraat aangelengd met water, waardoor er weer appelsap ontstaat. Door het concentraat is er minder vervoer nodig, waardoor het appelsap goedkoper is.
Kleine fruittelers en particulieren maken wel gebruik van een mobiele fruitpers, waarmee op locatie kleine hoeveelheden appels geperst kunnen worden. 
Aan appelsap kunnen suiker, zoetstof of conserveermiddelen toegevoegd worden.
De Nederlandse warenwet verplicht dat ingrediënten en toevoegingen vermeld zijn op de verpakking.

## Aroma
Bij het produceren van appelconcentraat komen ook aroma's vrij, die apart worden opgevangen en verhandeld. Bij het maken van appelsap worden deze aroma's weer aan het sap toegevoegd. Omdat deze voornamelijk de smaak van het sap bepalen, zoeken fabrikanten mengsels van aroma's bij elkaar, die de gewenste smaak opleveren.

## Hoeveelheid
Voor een liter appelsap is ongeveer anderhalf tot twee kilogram appels nodig. Voor concentraat ongeveer acht kilogram, hiervan kan door toevoeging van water zo'n zes liter appelsap worden gemaakt. De appels worden doorgaans eerst tot pulp vermalen, en daar wordt het sap uit geperst.

## Gebruik
Een mengsel van appelsap en koolzuurhoudend water wordt geserveerd als Schorle of Spritzer. "Hero Perl", dat in februari 1933 werd geïntroduceerd in flessen van 38 cl was een vergelijkbaar product. Het bestond half om half uit appelsap en koolzuurhoudend water.
Appelsap wordt als basis gebruikt voor de productie van de alcoholische dranken appelcider, calvados en pommeau. 